# Araucaria goroensis
Araucaria goroensis ist eine 2017 erstbeschriebene Pflanzenart aus der Gattung der Araukarien (Araucaria). Es handelt sich um einen stark gefährdeten neukaledonischen Endemiten. Araucaria goroensis wurde zunächst nicht als eigenständige Art, sondern als phänotypische Ausprägung innerhalb der Variationsbreite von Araucaria muelleri angesehen. Informell wurde sie auch „Goro-Form der Araucaria muelleri“ genannt. Benannt ist die Art nach ihrem Hauptverbreitungsgebiet, dem Plateau Goro in der Province Sud.

## Beschreibung
Araucaria goroensis wächst als immergrüner, 15 bis 30 m hoher und gewöhnlich einstämmiger Baum, der Brusthöhendurchmesser von bis zu 30 cm erreichen kann, mit kandelaberförmiger Krone (deren Seitenäste aufrecht, parallel zueinander stehen). Selbst junge Exemplare sind nur in diesem Bereich benadelt. Die äußere Borke ist leicht grau und blättert in horizontalen Streifen ab, wodurch die innere, dunkelrote zum Vorschein kommt. Die leicht gebogenen, laubtragenden Zweige treten in Gruppen an den Spitzen der vom Stamm ausgehenden Äste hervor, letztere behalten ihre ursprüngliche Benadelung im Alter nicht bei.
Junge Bäume besitzen hellgrüne, glänzende Nadeln mit ei- bis lanzettlicher Form und runder Spitze. Die 26–33 × 11–16 mm großen und sich gegenseitig dachziegelartig überlappenden Nadeln der ausgewachsenen Exemplare sind breit lanzettlich geformt, erreichen ihre größte Breite kurz über der Basis und verjüngen sich zur Spitze hin schwach konvex.
Araucaria goroensis ist, wie die meisten Araukarienarten, einhäusig. Die männlichen, 11–21 × 2,7–4 cm großen, zylindrisch geformten Zapfen sitzen endständig an den äußersten nadeltragenden Zweigen, sie verfärben sich während des Reifens von grün nach braun. Die weiblichen Zapfen sitzen einzeln endständig an jungen Zweigen und sind bei einer Größe von etwa 10 × 7,5 cm ellipsenförmig.

### Unterschiede zu den verwandten Arten
Araucaria goroensis ähnelt Araucaria muelleri. Sie wurde bis vor der Beschreibung als eigene Art mit unter dieser Art gelistet, auch wenn sie genetisch Araucaria rulei stärker ähnelt.
Die auffälligsten Unterschiede zwischen Araucaria goroensis und Araucaria muelleri finden sich an den Nadeln ausgewachsener Exemplare. Diese sind bei Araucaria goroensis stärker gebogen und auf ihrer Unterseite stärker glänzend, zudem befinden sich die Spaltöffnungsreihen hier nur an der Basis und gelegentlich an der Spitze, nicht auf der gesamten Länge der Nadel. Weitere Unterschiede finden sich bei den Staubblättern der männlichen Zapfen, auch deren Reifezeit ist verschieden (Araucaria goroensis: Anfang Juli, Araucaria muelleri: September-Dezember).
Auch zur näher verwandten Art Araucaria rulei existieren Unterschiede bei der Benadelung. Die Nadeln sind bei Araucaria goroensis länger (mindestens 25 mm gegenüber maximal 20–25 mm), zudem sitzen die größten Nadeln hier nicht im unteren Drittel des Zweiges, sondern in der Nähe von deren Mitte. Weitere Unterschiede finden sich bei den Deckblättern der weiblichen Zapfen und, wie zu Araucaria muelleri, auch bei den Staubblättern der männlichen Zapfen sowie der Reifezeit (Araucaria rulei: August-September).
Auch wenn in der Gegend um Manié Araucaria rulei und Araucaria muelleri gemischt vorkommen, spricht das Vorkommen sowohl männlicher als auch weiblicher Exemplare sowie von Jungpflanzen gegen die Hypothese einer Entstehung von Araucaria goroensis durch Hybridisierung aus diesen beiden Arten.

## Vorkommen
Das natürliche Verbreitungsgebiet von Araucaria goroensis beschränkt sich im Wesentlichen auf drei bekannte Gebiete, die allesamt in der Kommune Yaté in der Province Sud liegen: das Plateau Goro, der Rivière des Lacs und die Gegend um Mamié, wo sie auf Höhen zwischen 150 und 550 Meter sowohl in offenen Wäldern als auch im dichten Regenwald auf sauren Böden auf ultramafischen Gestein wächst. Zu ihren Begleitpflanzen zählen unter anderem Dacrydium araucarioides (Podocarpaceae), Gymnostoma deplancheanum (Casuarinaceae), Dracophyllum ramosum, Styphelia pancheri (beide Ericaceae) und Solmsia calophylla (Thymelaeaceae).

## Systematik
Araucaria goroensis gehört zur Sektion Eutacta innerhalb der Gattung der Araukarien (Araucaria). Die Erstbeschreibung als Araucaria goroensis erfolgte 2017 durch Robert R. Mill et al. nach Untersuchungen von Gensequenzen von Zellkern- und Plastidengensequenzen von bisher morphologisch der Art Araucaria muelleri zugeordneten Individuen, die dabei eine nähere Verwandtschaft zur Art Araucaria rulei zeigten. Folgende Studien zeigten zudem morphologische Unterschiede zwischen Araucaria goroensis und Araucaria muelleri.

## Gefährdung und Schutz
Araucaria goroensis wird in der Roten Liste der IUCN als „stark gefährdet“ geführt. Die Einzelpopulationen der insgesamt etwa 2000 geschlechtsreifen Exemplare beschränken sich auf eine Fläche von etwa 100 km² in einem Gesamtverbreitungsgebiet von etwa 500 km². Abgesehen von zwei Vorkommen, einer größeren Population mit etwa 200 Bäumen bei Le Trou sowie einer gemischten Population mit Araucaria muelleri mit etwa 500 bis 1000 Exemplaren bei Mamié, umfasst keiner der Bestände mehr als 50 Bäume.
Wie bei den meisten neukaledonischen Koniferenarten stellen auch hier der Bergbau, hauptsächlich derjenige auf Nickel, und die mit ihm verbundenen Infrastrukturaktivitäten die größte Bedrohung dar. Keine der Subpopulationen befindet sich in geschützten Gebieten. Die lange Generationslänge von Araucaria goroensis (etwa 400 Jahre), das extrem langsame Wachstum sowie die geringe Fruchtbarkeit machen diese Art im Vergleich zu anderen Araukarienarten noch sehr viel anfälliger. Natürliche Ereignisse wie Waldbrände oder Dürren stellen weitere Gefahren dar.